# Bem de Veblen

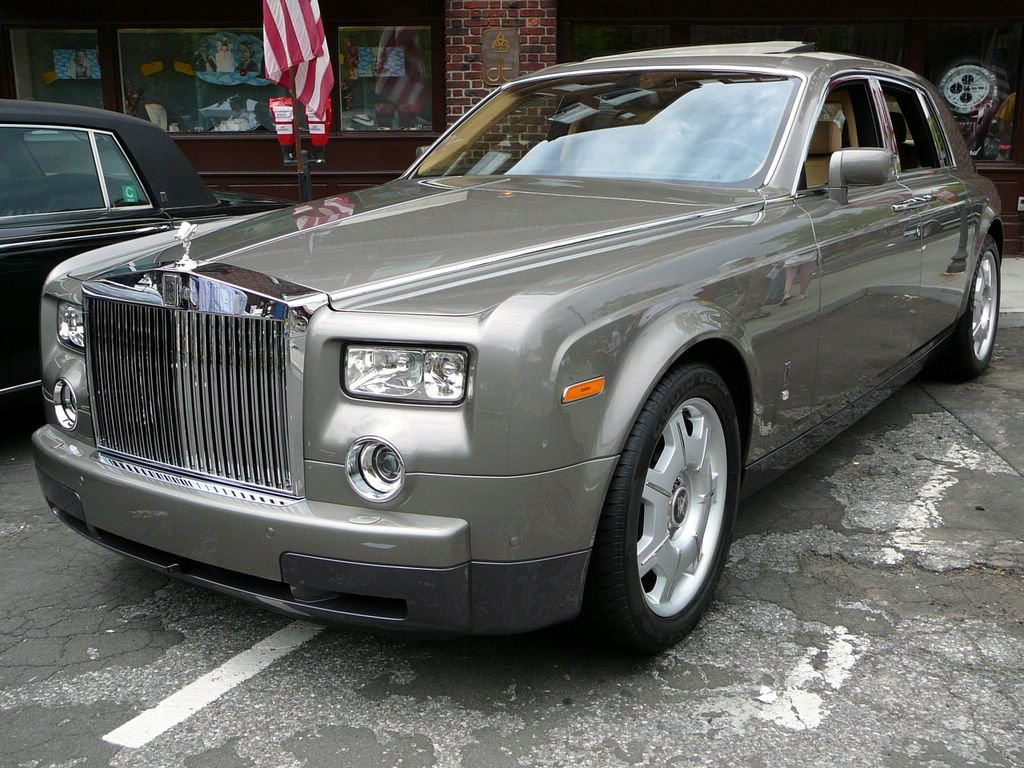
Os bens de Veblen, como automóveis luxuosos, são considerados produtos desejáveis para consumo ostentatório devido aos seus preços elevados.

Em economia, bens de Veblen, ou bens de consumo ostentatório, são tipos de bens materiais para os quais a procura é proporcional ao seu preço elevado, o que é uma aparente contradição com a lei da procura; os bens de Veblen são bens de luxo como vinho,
destilado, joalharia, malas de designers de moda e carros de luxo caros que são procurados por causa dos preços elevados que são exigidos pelos vendedores. O preço elevado torna os bens desejáveis, como símbolo do status social elevado do comprador, como forma de consumo ostentatório e lazer ostentatório; inversamente, uma diminuição dos preços dos bens de Veblen diminuiria a procura desses produtos.
O consumo de bens de Veblen é uma função do efeito de Veblen (o desejo de bens por terem preços muito elevados), nome que é uma homenagem ao economista e sociólogo norte-americano Thorstein Veblen, quem primeiro identificou o consumo ostentatório como um modo de ganhar status social em The Theory of the Leisure Class (1899).

## Justificação
Um aumento de preço pode aumentar esse status elevado e a percepção de exclusividade, assim tornando o bem ainda mais desejável. No outro extremo da análise, se a bens de luxo fossem fixados preços iguais a bens não luxuosos de qualidade inferior, ceteris paribus, haveria mais pessoas a comprar os bens de luxo, mesmo que alguns dominados pelo efeito de Veblen não o fizessem. Assim, mesmo um bem de Veblen está sujeito ao ditame de que a procura se move inversamente ao preço, embora a resposta da procura ao preço não seja consistente em todos os pontos da curva da procura.

## Conceitos relacionados
O efeito de Veblen é uma das anomalias teoricamente possíveis da teoria geral da procura da Microeconomia. Outros efeitos relacionados são os seguintes:
- O efeito snob: a preferência expressa para bens porque são diferentes daqueles que são comumente preferidos; por outras palavras, para os consumidores que querem usar produtos exclusivos, o preço é qualidade.[3]
- O efeito moda (bandwagon effect): a preferência por um bem aumenta com o aumento do número de pessoas que querem comprá-lo (um efeito psicológico).
- O efeito de rede: o valor de um bem aumenta quando aumenta o número de compradores ou utilizadores (por exemplo, à medida que aumentava o número de pessoas com telefones ou Facebook, o valor de ter um telefone ou de estar no Facebook aumentava dado que o usuário poderia atingir mais pessoas).
- A regra geral do equilíbrio das trocas (common law of business balance): O preço baixo de um bem indica que o produtor pode ter comprometido a qualidade, ou seja, "recebes tanto quanto pagaste", ("you get what you pay for").

Alguns destes efeitos são analisados num artigo clássico de Leibenstein (1950). O conceito de efeito de contra-Veblen (counter-Veblen effect) é menos bem conhecido, embora logicamente complete o conjunto.
Nenhum destes efeitos por si só permite prever a quantidade real da procura do bem (o número de unidades compradas) quando o preço se altera — referem-se apenas a preferências ou propensões para comprar. O efeito real sobre a quantidade procurada vai depender do leque de outros bens disponíveis, dos seus preços e do grau de substituição pelo bem em causa. Os efeitos são anomalias face à teoria da procura, porque a teoria normalmente assume que as preferências são independentes do preço ou do número de unidades transacionadas. Eles são, portanto, coletivamente referidos como efeitos de interação (interaction effects).
Os efeitos de interação são um tipo de anomalia diferente da colocada pelos bens de Giffen. A teoria dos bens de Giffen é a de que a procura observada aumenta com o aumento do preço, mas o efeito acontece sem qualquer interação entre o preço e a preferência, resultando antes da interação entre o efeito rendimento e o efeito substituição de uma variação do preço.
Pesquisas recentes começaram a examinar dados empíricos para a existência de bens que apresentam estes efeitos de interação. O Yale Law Journal tem publicado um apanhado extenso sobre o assunto. Há estudos que também encontraram dados que sugerem que as pessoas obtêm maior prazer de bens mais caros.